# Cephalotes porrasi
Cephalotes porrasi (лат.) — вид древесных муравьёв рода Cephalotes из подсемейства Myrmicinae (Formicidae). Неотропика.

## Распространение
Южная и Центральная Америка: Колумбия, Коста-Рика, Мексика, Никарагуа, Панама, Эквадор. Тропические влажные леса.

## Описание
Среднего размера муравьи коричневого и чёрного цвета, длина менее 1 см. Длина рабочих от 3,44 до 4,34 мм (также имеется каста более крупных солдат длина которых от 5,52 до 7,12 мм). Длина самки от 7,40 до 8,20 мм. Длина головы мелких рабочих (HL) 0,84—1,02 мм, ширина головы (HW) 0,96—1,14 мм. Длина головы солдат (HL) 1,52—1,92 мм, ширина головы (HW) 1,44—1,72 мм. На голове имеется специальный боковой желобок (впадина), в который помещается скапус усика. Усики состоят из 11 члеников, без булавы.
Глаза расположены в заднебоковых углах головы ниже усиковой впадины. Скапус и усики короткие. Головной диск овальный. Стебелёк между грудкой и брюшком состоит из двух узловидных члеников (петиоль и постпетиоль), вооружённых небольшими шипиками. Грудь с короткими зубчиками на пронотуме и на проподеуме. Мезоэпинотальный шов отчётливый. Заселяют полости и ходы внутри древесины. Входы в муравейники затыкают своей головой солдаты.
Таксон Cephalotes porrasi был впервые описан в 1942 году американским мирмекологом Уильямом Уилером под первоначальным названием Cryptocerus (Cyathocephalus) pallens var. porrasi Wheeler W. M., 1942 по материалам из Панамы. В 1999 году включён в состав рода Cephalotes. Сходен с видом Cephalotes jamaicensis. Член клады  pallens clade, характеризующейся следующими апоморфиями: рабочие с перепончатым расширением проподеума с двумя или тремя зубцами, задние бёдра узко килевидные, солдаты и самки с толстыми щётковидными волосками на голове. Нижнечелюстные щупики состоят из 5 члеников.